# Sant Roc de Masmolets
Sant Roc de Masmolets és una església del municipi de Valls (Alt Camp) protegida com a bé cultural d'interès local.

## Descripció
Edifici aïllat situat damunt d'un tossal. És de línia molt simple, amb coberta a dues vessants i campanar als peus, a la dreta. A la façana s'obre una porta d'arc de mig punt, sobre impostes sobresortints, a la qual s'accedeix per 4 graons. Centrada, a la part superior, hi ha una petita obertura circular. El campanar és de base quadrada, amb dos cossos vuitavats superposats i acabament en terradet i barana amb balustres. Annex a l'edifici de l'església hi ha un petit cementiri envoltat per la muralla de l'antic castell. En l'actualitat l'obra és de pedra, maó i està arrebossada.

## Història
L'església es va construir al costat del castell, la propietat del qual i de les terres que l'envoltaven havia passat a mans dels Jurats de Valls, aproximadament l'any 1450. Cap a finals del segle xvi, el Consell Vallenc va decidir la construcció de l'església de Sant Roc. Hi ha un document de 1613 que parla del "LLoc de Mas de Molets...á obs de prosseguir la construcció de l'església del dit lloc.". A la façana es troba una inscripció amb la data de 1808, en la dovella central de l'arc de la porta.